# Groupe de NGC 3462
Le groupe de NGC 3462 comprend quatre galaxies situées dans la constellation du Lion. La distance moyenne entre ce groupe et la Voie lactée est d'environ 101,1 Mpc (∼330 millions d'al). 

## Membres
Le tableau ci-dessous liste les quatre galaxies qui sont indiquées dans l'article d'Abraham Mahtessian paru en 1998. 
| Nom      | Classification | Type         | α (J2000.0)   | δ (J2000.0) | Vitesse radiale (km/s) | Magnitude apparente | Distance (Mpc) | Diamètre (kal) |
| -------- | -------------- | ------------ | ------------- | ----------- | ---------------------- | ------------------- | -------------- | -------------- |
| NGC 3425 | S0             | Lenticulaire | 10h 51m 25.5s | 08° 34′ 02″ | 6627 ± 24              | 13,1                | 103,0 ± 7,2    | 117            |
| NGC 3427 | S0/a           | Lenticulaire | 10h 51m 26.3s | 08° 17′ 55″ | 6382 ± 2               | 13,2                | 99,4 ± 7,0     | 132            |
| NGC 3441 | S?             | Spirale      | 10h 52m 31.1s | 07° 13′ 30″ | 6529 ± 4               | 13,6                | 101,6 ± 7,1    | 97             |
| NGC 3462 | S0?            | Lenticulaire | 10h 55m 21.0s | 07° 41′ 48″ | 6442 ± 42              | 12,2                | 100,3 ± 7,1    | 165            |

Le site DeepskyLog permet de trouver aisément les constellations des galaxies mentionnées dans ce tableau ou si elles ne s'y trouvent pas, l'outil du site constellation permet de le faire à l'aide des coordonnées de la galaxie. Sauf indication contraire, les données proviennent du site NASA/IPAC.